# 黃綠類錦夜蛾
黃綠類錦夜蛾（学名：Euplexidia angusta）为夜蛾科類錦夜蛾屬下的一个种。